# Luisa Miller

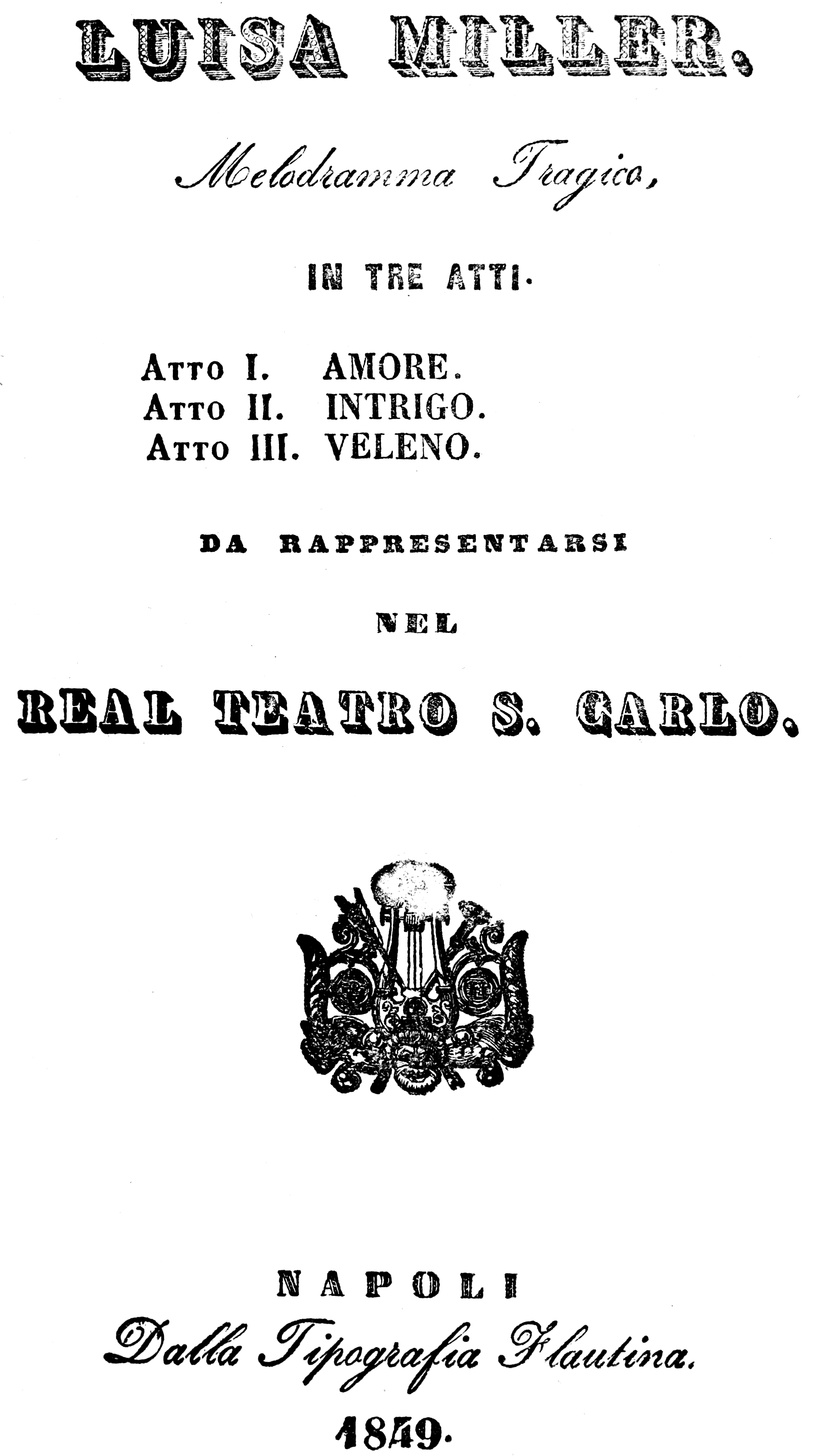
Libretto van Luisa Miller (1849)

Luisa Miller is een opera in drie bedrijven van Giuseppe Verdi op een Italiaans libretto van Salvatore Cammarano, gebaseerd op de tragedie Kabale und Liebe van Friedrich von Schiller. De première vond plaats in het Teatro San Carlo in Napels op 8 december 1849.

## Rolverdeling
- Graaf Walter - bas
- Rodolfo, zijn zoon - tenor
- Federica, Hertogin van Ostheim, Walters nicht - mezzosopraan
- Wurm, slotbewaarder en secretaris van de graaf - bas
- Miller, een gepensioneerde soldaat - bariton
- Luisa, zijn dochter - sopraan
- Laura, een boerin - mezzosopraan
- Een boer - tenor
- Hofdames van Federica, pages, lijfwachten, dorpsbewoners - koor

## Synopsis

### Eerste bedrijf
Luisa houdt van Carlo, een jonge man die ze in het dorp heeft ontmoet. Luisa's vader, Miller, maakt zich hierover zorgen. Wurm, de secretaris van de graaf, is ook verliefd op Luisa en wil graag met haar trouwen. Miller vertelt hem echter dat hij nooit tegen de wil van zijn dochter zal ingaan waar het een huwelijk betreft. Wurm, geïrriteerd door dit antwoord, onthult daarop de ware identiteit van Carlo: hij is in werkelijkheid Rodolfo, de zoon van graaf Walter.
Op het kasteel van graaf Walter informeert Wurm zijn meester over de liefde van Rodolfo voor Luisa. De graaf besluit dat Rodolfo zijn nicht Federica, de hertogin van Ostheim, zal trouwen om zo een huwelijk beneden zijn stand te voorkomen. Hij roept zijn zoon bij zich en deelt hem zijn besluit mede. Wanneer Rodolfo met Federica alleen gelaten wordt, bekent hij haar zijn liefde voor Luisa, in de hoop dat zij hem zal begrijpen. Federica is echter te zeer verliefd op Rodolfo om dit te accepteren.
Ondertussen vertelt Miller aan zijn dochter wie Carlo in werkelijkheid is. Rodolfo verschijnt en verzekert Luisa van zijn liefde. De graaf komt binnen en wil Luisa en haar vader arresteren. Rodolfo verzet zich hiertegen en zegt dat als zijn vader Luisa niet met rust laat, hij zal onthullen hoe Walter graaf is geworden, waarop deze toegeeft.

### Tweede bedrijf
Miller zit toch in de gevangenis, omdat hij zijn zwaard getrokken heeft tegen de graaf: hij zal geëxecuteerd worden. Wurm gaat naar Luisa en doet haar een aanbod: de vrijheid van haar vader in ruil voor een brief waarin Luisa moet verklaren dat Wurm haar enige echte liefde is en zegt dat ze Rodolfo heeft bedrogen.
Op het kasteel bespreken Walter en Wurm de situatie: nu blijkt dat Rodolfo weet dat Walter graaf geworden is door samen met Wurm zijn neef te vermoorden moet een oplossing gevonden worden. De hertogin Federica en Luisa komen binnen, en Luisa bevestigt de inhoud van haar brief. 

Rodolfo heeft de brief, die Wurm op slinkse wijze aan hem doorgespeeld heeft, gelezen. Wanhopig daagt hij Wurm uit voor een duel. Om een confrontatie te vermijden schiet deze met zijn pistool in de lucht, zodat de graaf en zijn bedienden toesnellen. Als Rodolfo zijn vader vertelt over het verraad van Luisa adviseert deze hem als wraak met Federica te trouwen.

### Derde bedrijf
In de verte weerklinken de echo's van het huwelijksfeest van Rodolfo en Federica. De oude Miller, die is vrijgelaten komt thuis. Hij omhelst zijn dochter die vastberaden is zelfmoord te plegen, maar haar vader weet haar ervan te overtuigen dit niet te doen. Hij verlaat het vertrek. Als Luisa in gebed verzonken is sluipt Rodolfo binnen. Heimelijk doet hij vergif in de kan die op tafel staat. Rodolfo schenkt een glas uit de kan en geeft dat, na er zelf van gedronken te hebben aan Luisa, nadat zij heeft toegegeven de brief geschreven te hebben. Nadat zij van het glas gedronken heeft, verklaart Rodolfo dat zij beiden zullen sterven. Luisa vertelt daarop de waarheid over de brief. De twee geliefden verzoenen zich met elkaar. Met zijn laatste krachten steekt Rodolfo Wurm, die zojuist met de graaf was binnengekomen, neer.

## Belangrijke aria's
- "Ah fu giusto il mio sospetto" - Miller in het eerste bedrijf, scène 1
- "Lo vidi e'l primo palpito" - Luisa in het eerste bedrijf, scène 1
- "Sacra la scelta è d'un consorte" - Miller in het eerste bedrijf, scène 1
- "Il mio sangue la vita darei" - Graaf Walter in het eerste bedrijf, scène 2
- "A brani, a brani, o perfido" - Luisa in het tweede bedrijf, scène 1
- "Tu puniscimi, O Signore" - Luisa in het tweede bedrijf, scène 1
- "L'ara o l'avella apprestami" - Rodolfo in het tweede bedrijf, scène 3
- "Quando le sere al placido" - Rodolfo in het tweede bedrijf, scène 3

## Geselecteerde opnamen
| Jaar | Rolverdeling (Luisa, Rodolfo, Miller, Federica, Graaf Walter, Wurm)                         | Dirigent, operagezelschap en orkest                    | Label                                        |
| ---- | ------------------------------------------------------------------------------------------- | ------------------------------------------------------ | -------------------------------------------- |
| 1964 | Anna Moffo, Carlo Bergonzi, Cornell MacNeil, Shirley Verrett, Giorgio Tozzi, Ezio Flagello  | Fausto Cleva, koor en orkest van de RCA Italiana       | Audio CD: RCA Victor                         |
| 1979 | Renata Scotto, Plácido Domingo, Sherrill Milnes, Jean Kraft, Bonaldo Giaiotti, James Morris | James Levine, koor en orkest van de Metropolitan Opera | DVD: Deutsche Grammophon Cat: 00440 073 4027 |

Noot: "Cat:" is een afkorting voor catalogusnummer van het label; "ASIN" is een referentienummer van amazon.com.